# 滝川雄利
滝川 雄利（たきがわ かつとし）は、戦国時代から江戸時代前期にかけての武将、大名。伊勢神戸城主、のち常陸片野藩初代藩主。織田信雄の家老、豊臣秀吉、徳川秀忠の御伽衆。

## 出自と名前
伊勢国司北畠家の庶流木造家の出身とされるが、父母については諸説あって一致を見ない。
『寛永諸家系図伝』の木造氏系図では①柘植三郎兵衛と木造具康の娘、星合氏系図では②柘植三郎兵衛と具康の父である俊茂の娘の間の子とし、他方で滝川氏系図では③父が具康とする。また、『寛政重修諸家譜』の編纂時に滝川家が提出した家譜では、④雄利は具政（北畠宗家からの養子）の三男で母は俊茂の娘としていた。さらに、新井白石は『藩翰譜』で雄利は⑤俊茂の三男であるとし、『系図纂要』も同様に雄利を俊茂の子としている。
はじめ出家して源浄院の僧・主玄を称し、のちに還俗して滝川一益から滝川の苗字を与えられ、滝川三郎兵衛を名乗った。書状の署名から確認される諱は初め友足（ともたり）または友忠（ともただ）
。本能寺の変の後、主君である織田信雄が織田家当主の座についた頃（天正10年（1582年）末）から豊臣秀吉に臣従する（天正13年（1585年））までの間は一盛（かずもり）を称し、次いで信雄の偏諱を受けて雄利（かつとし）と改名した。また、『寛政譜』は初名を雅利（まさとし）とするほか、勝雅（かつまさ）、雄親（かつちか）という名も伝わる。
滝川一益との関係は、『藩翰譜』では単に苗字を授与された、『寛政譜』では一益の甥分とされたとするが、『池田氏家譜集成』所収の滝川氏系図では一益の養子とする。また、一益の娘婿に迎えられたとする説もある。一益の没落後は豊臣秀吉から羽柴の苗字を与えられて羽柴下総守を称した。江戸幕府に仕えて剃髪した晩年も羽柴刑部卿法印と称し、滝川に復姓したのは息子正利の代である。

## 生涯
天文12年（1543年）伊勢国一志郡木造で木造氏一門の庶子として生まれ、父母の命により若くして出家して源浄院に住持した。
永禄12年（1569年）、織田信長の北畠家攻略戦の時に、信長の家臣滝川一益の調略を受け、柘植三郎左衛門尉（雄利の実父とする説のある柘植三郎兵衛の弟）と共に当主の木造具政を織田方に寝返らせ、織田軍の侵攻を手引きしてその勝利に貢献した。このとき、一益は雄利（源浄院）の才能を見出して家中に引き取り、還俗させて滝川兵部少輔と名乗らせ、織田信長に仕えさせた。
信長の命により、柘植三郎左衛門尉と共に北畠家に養子入りした北畠具豊（織田信雄）の家老となり、通称を三郎兵衛に改める。天正4年（1576年）11月25日、北畠具教の居城・三瀬御所を密かに包囲して具教を討ち果たした（三瀬の変） 。同年、信長によって信雄の補佐役に付けられていた織田氏一門の津田一安が失脚して誅殺され、雄利ら木造氏一門が信雄補佐の主導権を握った。
天正6年（1578年）、信雄の命によって伊賀国に侵攻し、丸山城を修繕するが伊賀の国侍衆の反撃に遭い伊勢国へ敗走した（第一次天正伊賀の乱）。天正9年（1581年）の第二次天正伊賀の乱の際には主力とともに近江側から侵攻する信雄に代わって伊勢方面の大将となり、織田家一門衆の織田信包を含む伊勢衆を率いて加太口からの侵攻を受け持った。伊賀国の制圧後、同国4郡中3郡を得た信雄は雄利に同国を任せ、雄利は丸山城に入って同国を支配した。また、雄利が平楽寺の跡に築いた砦が伊賀上野城の起源になったとされる。
天正10年（1582年）、本能寺の変後に伊勢で蜂起して敗れた北畠具親が伊賀に落ちのびて伊賀国一揆の再起をはかると、「大剛之者也」と評される活躍ぶりでこれを鎮圧した。天正11年（1583年）、羽柴秀吉によって織田信孝・柴田勝家が滅ぼされ（賤ヶ岳の戦い）、信孝・勝家に与した滝川一益も没落したが、雄利は伊勢国南部と伊賀国に加えて尾張国と伊勢国北部・中部を得て織田家当主の座に着いた信雄の右腕という立場になり、織田家宿老として台頭した秀吉から羽柴の苗字を授与されて「羽柴三郎兵衛尉」を称した。
天正12年（1584年）、信雄が秀吉との関係を悪化させ、秀吉に通じたとして津川義冬ら3家老を殺した際に、雄利も秀吉に近しい立場であるが粛清を免れ、信雄を支持した。信雄が徳川家康と同盟して秀吉と争った小牧・長久手の戦いでは、雄利は津川の居城であった松ヶ島城を接収し、南伊勢の防衛に当たった。雄利はここで家康の送った服部正成の援軍を得て、羽柴秀長の包囲に対して籠城したが、一か月足らずで二の丸まで攻め込まれるほど追い詰められ、奮戦及ばずに城兵の助命を条件に開城した。雄利は尾張に退いて信雄と合流した後、北伊勢の四日市西城、次いで浜田城に入って再び篭城した。信雄が秀吉と単独講和すると、秀吉側の講和の使者として家康の元へ派遣された。
豊臣政権の下では豊臣秀吉に臣従して尾張と伊勢北部を領有する大名となった信雄の重臣として北伊勢の運営を任され、天正13年（1585年）に生駒親正の居城であった神戸城が信雄に譲渡されると同城を居城とした。同年頃に作成された『織田信雄分限帳』では3万8370貫という信雄家中では異例の高禄を与えられている。また、信雄の母生駒氏の姪（信雄従妹）を妻に迎えている。
雄利は秀吉の直臣としての地位も有していたとみられ、天正14年（1586年）、家康の元に派遣され、家康と秀吉の妹朝日姫との婚儀を成立させて、輿入れに同行した。その後は九州平定に参加し、長束正家・小西行長らとともに荒廃した博多の復興事業を奉行として命じられた。同年末には下総守に叙任された。
天正18年（1590年）、小田原征伐にも従軍し、陣中に北条氏直の訪問を受けて、その降伏を仲介している。7月13日、織田信雄が改易され、雄利の居城だった神戸城は元刈谷城主水野忠重に与えられるが、雄利自身は失脚せず、小田原征伐の戦後処理に従事していた。翌19年（1591年）頃に出家した旧主信雄にならって剃髪し、羽柴下総入道と称するが、文禄2年（1593年）までに還俗し、文禄3年（1594年）、旧領の伊勢神戸城に復帰して独立した大名となった。所領高は『寛政重修諸家譜』によれば2万石、『当代記』によれば2万7,000石。
文禄3年（1594年）には伊勢国検地の奉行を務め、また同年の伏見城普請で2万7,000石の役儀を務めた。翌文禄4年（1595年）、検地の終了に伴い員弁郡で5,000石を加増されたが、所領宛行の朱印状は本知1万7,000石に加増地5,000石を無役で与えるものとなっており、合計した所領高は2万2,000石であった。同年には秀次事件に連座したが、秀吉の御咄衆となって所領を保った。
慶長5年（1600年）、徳川家康の会津征伐には参加せずに大坂におり、7月に石田三成が挙兵の動きを見せた時は上方の情勢について家康の嫡男秀忠と連絡を取り合っていたが、伊勢口の防備に動員されて西軍に与した。関ヶ原の戦いには不参加で戦後も居城・神戸城に籠城していたが、甲賀衆を率いて伊勢方面の西軍残党を鎮定していた山岡道阿弥に降伏し、改易されて所領を失った。
慶長8年（1603年）、徳川秀忠に召し出されて常陸国片野2万石の所領を与えられ、御咄衆（相伴衆）として秀忠に近侍した。慶長13年（1608年）頃までに再び出家して一路と号し、羽柴刑部卿法印と称する。
慶長15年（1610年）に死去した。

## 人物・逸話
- 第一次天正伊賀の乱の際、雄利は比自岐（ひじき）あたりで伊賀衆と合戦になり、谷底へ追い詰められた。雄利は地形をよく把握していたので、自ら鑓をとって反撃に転じ伊賀衆に攻めあぐねさせ、ついに夜間のうちに抜け出して無事に帰還した。雄利の兵も戦意をなくしたように見せかけて逃亡したので、これを見た伊賀衆らは「雄利を討ち取った」と喜んだ。（『伊乱記』[53]）
- 小牧・長久手の戦いの開戦以前、雄利は羽柴秀吉に人質を差し出し、脇坂安治に預けられていたが、雄利は計略で安治を欺いて人質を取り返した。安治はわずかな手勢を率いて雄利を追撃し、伊賀の国人を扇動して大軍に見せかけたため、雄利は伊賀を捨てて伊勢に逃亡した。（『藩翰譜』[9]）
- 雄利が籠城していたとき、出撃して攻め手と戦ってから城内に引き上げた際に追撃してきた敵を家臣が門を塞いで閉じ込めた。ところが、雄利は家臣に命じて門を開けさせ、敵兵2人を見逃して討ち取らなかった。援軍に来ていた徳川家康の家臣近藤秀用が疑問に思って理由を聞くと、雄利は「閉じ込められて死地に入った敵を討とうとすれば死にものぐるいに戦って城兵に多くの死傷者が出るだろう。逃したところで勝敗にかかわるものではない」と答えた。秀用はさすが武功の人であると感心した。（『常山紀談』[54]）
- 豊臣秀吉が美女を集めて酒宴を開き、雄利に「合戦に勝利を得てこのように美女を集めて楽しんでいるのだ」と戯れを言った。すると雄利は刀を抜いて女たちを追い払ったので、秀吉が驚いて「何ということをするのだ」ととがめると、雄利は「先ほどおっしゃったのはただの戯言では済みません。天下の大敵にさえお負けにならなかった大将があのような女どもにお負けになって政治をおろそかにし、その上病気にでもなったらもってのほかです。おそらくあの女の中に敵が混じっていたに違いないと思って切り殺そうと追いかけたのですが、大勢の中なので敵を見つけられませんでした」と諫言したので、秀吉も道理であると笑って収めた。（『明良洪範』[55]）

## 子孫
はじめ子がなく、正室の妹である生駒家長の娘（宝樹院）を養女に迎えた。宝樹院は徳川家康の重臣鳥居元忠の次男忠政に嫁いだが、『名将言行録』は天正14年（1586年）に家康が上洛して豊臣秀吉に臣従した際に、秀吉が家康に小姓として近侍する忠政を気に入って雄利の婿養子にしようとしたが、父の元忠が固辞したため婚姻のみ結ばれたと伝える。その後、天正18年（1590年）に嫡男正利が生まれた。
また、正利と同じ頃に生まれた娘がいたが、慶長10年（1605年）に若くして亡くなった。雄利はこの娘の菩提所である京都金戒光明寺の塔頭・龍光院の開基となっている。
雄利の死後、片野藩2万石は正利が継いだが、病弱で嗣子がなく、寛永2年（1625年）に所領を幕府に返上して死去した。
正利には娘がおり、幕命により譜代大名土岐定義の次男で徳川秀忠の小姓であった利貞が婿に入って滝川家の名跡を継承した。滝川家は4,000石の旗本として幕末まで続き、また1,200石を領した分家から幕末の大目付・滝川具挙が出ていて、子孫は本家・分家とも明治以降も存続している。